# Tiago Castro
Tiago Castro (Matosinhos, 10 de junho de 1983) é um actor português. Tornou-se mais conhecido por interpretar Crómio, na série Morangos com Açúcar.

## Trabalhos
- 1998 - Ora Viva - Serafim - Participação Especial (RTP1)
- 2001 - José Gomes Ferreira - Um Homem do Tamanho do Século - TeleFilme
- 2001 - O Homem-Teatro
- 2002 - Fragmentos
- 2002 - Anjo Selvagem - Participação Especial - (TVI)
- 2003 - Lusitana Paixão - Assistente Realização - Participação Especial - (RTP1)
- 2003 - Ana e os Sete - Participação Especial - (TVI)
- 2004 - André Valente - Rapaz Maca - Participação Especial
- 2004 - Undo - Vicente - (Short Film)
- 2005 - Inspector Max - Ricardo - Participação Especial - (TVI)
- 2004 - 2006 - Morangos Com Açúcar - Crómio (Valter Matoso) - Elenco Adicional / Elenco Principal - (TVI)
- 2007-2008 - Fascínios - Fábio Barreto - Elenco Principal - (TVI)
- 2012 - Celeste - Tiago - (Short Film)
- 2014 - Massacre em Jersey Shore - Henry - (Movie)
- 2014 - Ah Pois! Tá Bem - (Programa de TV)
- 2017 - Madre Paula - Constantino Nobre - Participação Especial
- 2021 - Patrões Fora - Jornalista - Participação Especial- (SIC)
- 2021 - Festa é Festa - Participação Especial - (TVI)
- 2022 - Lua de Mel - Renée - Elenco Adicional - (SIC)
- 2023-2025 - Morangos com Açúcar (2023) - Crómio (Valter Matoso) - Elenco Principal - (TVI e Prime Video) -
- 2023-2024 - MorangoMania - Ele Próprio (Apresentador) - (TVI Ficção)